# Neue Partnerschaft für Afrikas Entwicklung

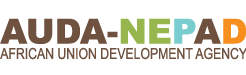
Logo von NEPAD

Die Neue Partnerschaft für Afrikas Entwicklung (englisch New Partnership for Africa’s Development; NEPAD) ist ein wirtschaftliches Entwicklungsprogramm der Afrikanischen Union mit seinem Verwaltungssitz in Midrand in Südafrika. NEPAD wurde im Juli 2001 während der 37. Sitzung der Staats- und Regierungschefs in Lusaka (Sambia) per Beschluss angenommen. 
Die Aufgabe von NEPAD ist es, den Rahmen von sozioökonomischen Entwicklungen zu setzen und ihre Umsetzung innerhalb der Afrikanischen Union zu überwachen. Das Programm ist in folgenden Bereichen aktiv:
- Landwirtschaft und Ernährungssicherheit
- Klimawandel und Management natürlicher Ressourcen
- regionale Integration und Infrastruktur
- Sicherung von Lebensstandards
- Wirtschafts- und Unternehmensführung
- Horizontale Kooperation.

NEPAD ist ein Zusammenschluss des Millennium Partnership for the African Recovery Program (MAP) und des OMEGA Plan für Afrika. Der Zusammenschluss wurde am 3. Juli 2001 erreicht. Aus dem Zusammenschluss entstand die New Africa Initiative (NAI; deutsch: „Neue Afrika-Initiative“). Die Staats- und Regierungschefs der Organisation für Afrikanische Einheit (OAU) bestätigten NAI am 11. Juli 2001. Die Staats- und Regierungschefs der G8 bestätigten den Plan am 20. Juli 2001. Das Heads of State Implementation Committee (HSIC; deutsch: „Realisierungsausschuss der Staatschefs“) vollendete am 23. Oktober 2001 den politischen Rahmen und NEPAD war hiermit geschaffen.
Von 2010 bis 2022 war der frühere nigrische Premierminister Ibrahim Hassane Mayaki CEO von NEPAD. Seine Nachfolge trat 2022 die Äthiopierin Nardos Bekele-Thomas an.